# Alberto Angrisano
Alberto Angrisano (Napoli, 28 aprile 1963) è un doppiatore italiano.

## Biografia
Di origini napoletane, si è diplomato alla Bottega teatrale del Mezzogiorno diretta da Antonio Casagrande, ha esordito a teatro con Gabriele Lavia (Riccardo III, Il duello, L'uomo, la bestia e la virtù). Ha collaborato con Giancarlo Sbragia (Il potere e la gloria) e Mariano Rigillo (Anfitrione, Edipo re).
Come doppiatore, ha prestato la sua voce a Idris Elba, Michael Kenneth Williams, Adrien Brody, Dean Norris, Giancarlo Esposito, Adewale Akinnuoye-Agbaje e Aaron Douglas.
Nel 2009 ha preso parte alla fiction Puccini, per la regia di Giorgio Capitani.
Nel 2010 è nel cast del film di Alessandro D'Alatri Sul mare, e nel 2011 in quello di 
R.I.S. Roma 2 - Delitti imperfetti  e Squadra antimafia - Palermo oggi 3. Nel 2017-2018 è Michele Aragona nella serie Rai I bastardi di Pizzofalcone.
Dal 2011 al 2022 ha dato la voce a Foghorn Leghorn sostituendo Bruno Alessandro, per poi essere rimpiazzato a sua volta in tale ruolo da Dario Oppido.
Dal 1999 è la voce ufficiale del canale National Geographic, e nel 2022 ha doppiato Jeffrey Wright in Westworld - Dove tutto è concesso in sostituzione di Roberto Draghetti, deceduto nel 2020.
È stato premiato al Maratea Film Festival nel 2009.

## Doppiaggio

### Film
- Idris Elba in RocknRolla, The Losers, Thor, Pacific Rim, Thor: The Dark World, Ossessione omicida, Avengers: Age of Ultron, La torre nera, Thor: Ragnarok, Avengers: Infinity War, Fast & Furious - Hobbs & Shaw, The Suicide Squad - Missione suicida, Thor: Love and Thunder, Beast, Tyler Rake 2
- Michael Kenneth Williams in Anarchia - La notte del giudizio, La regola del gioco, The Gambler, Assassin's Creed, Red Sea Diving
- Giancarlo Esposito in Alex Cross - La memoria del killer, Money Monster - L'altra faccia del denaro, Abigail, MaXXXine
- Dave Bautista in Glass Onion: Knives Out, My Spy, My Spy - La città eterna, Una pallottola spuntata
- Holt McCallany in Out of Line, Blackhat, The Warrior: The Iron Claw
- Adrien Brody in La sottile linea rossa, Predators, Dragon Blade - La battaglia degli imperi
- Ralph Ineson in L'esorcista del papa, The Creator, Omen - L'origine del presagio
- Dean Norris in Il libro di Henry, Attenti a quelle due, Scary Stories to Tell in the Dark
- Charles Parnell in Top Gun: Maverick, Mission: Impossible - Dead Reckoning, Mission: Impossible - The Final Reckoning
- Adewale Akinnuoye-Agbaje in Annie - La felicità è contagiosa, Suicide Squad
- Kyle Chandler in The Wolf of Wall Street, The Spectacular Now
- Jeffrey Wright in The French Dispatch of the Liberty, Kansas Evening Sun, American Fiction
- Mahershala Ali in Green Book, Il canto del cigno, Jurassic World - La rinascita
- David Gyasi in Cloud Atlas, Interstellar
- Nathan Jones in Mad Max: Fury Road, Furiosa: A Mad Max Saga
- Colman Domingo ne Il colore viola, Drive-Away Dolls
- Djimon Hounsou in Beauty Shop, A Quiet Place - Giorno 1
- Titus Welliver in Transformers 4 - L'era dell'estinzione
- Cliff Curtis in 10.000 AC
- Hiroyuki Ikeuchi in Ip Man
- Colin McFarlane in L'uomo sul treno - The Commuter
- Common in Smokin' Aces
- Ian Bettie in Alexander
- Eme Ikwuakor in Moonfall
- Tim Roth in D'Artagnan
- Reg E. Cathey in Fantastic 4 - I Fantastici Quattro
- Craig Hall in Lo Hobbit - La desolazione di Smaug
- Tom Hardy in Child 44 - Il bambino numero 44
- Yavuz Bingöl in Un amore come te
- Jens Hultén in Mission: Impossible - Rogue Nation
- William McInnes in Le verità negate
- Alonzo Bodden in Scary Movie 4
- Zsolt Làszlò in Kontroll
- Michael Dorn in Ted 2
- Jay Giannone in Safe
- Halit Ergenç in Rosso Istanbul
- Yahya Abdul-Mateen II in Ambulance
- Leonardo Sbaraglia in Origini segrete
- Jimmy Jean-Louis in Assassin Club
- Jefferson Hall in Oppenheimer
- Blair Underwood in Longlegs
- Rick Hoffman in Thanksgiving
- Stefan Kapičić in Demeter - Il risveglio di Dracula
- Jo Han-chul in My Name Is Loh Kiwan
- Mark Sivertsen in Opus - Venera la tua stella

### Film d'animazione
- Maurice in Happy Feet
- Foghorn Leghorn in Looney Tunes: Due conigli nel mirino, Space Jam: New Legends
- Mace Windu in Star Wars: The Clone Wars
- Il ten. Evans in Battaglia per la Terra 3D
- Twilight in Il regno di Ga'Hoole - La leggenda dei guardiani
- Alley in Tom & Jerry: Il drago perduto[2]
- Poliduro in The LEGO Movie
- Segreto in I pinguini di Madagascar
- Papo Henry in Il viaggio di Arlo
- Aaron Davis / Prowler in Spider-Man - Un nuovo universo, Spider-Man - Across the Spider-Verse
- Lucky Luke in Daisy Town (ridoppiaggio), Lucky Luke - La ballata dei Dalton (ridoppiaggio), Lucky Luke e la più grande fuga dei Dalton e La grande avventura dei Dalton
- Runeard in Frozen II - Il segreto di Arendelle
- Professor Membrane in Invader Zim e il Florpus
- Kal-El / Clark Kent / Superman in Justice League vs. Bizarro League, Justice League: Fuga da Gotham City, Batman: Hush
- Al Granger in Spirit - il ribelle
- Marc Remy in Steve - Un mostro a tutto ritmo
- Volpe in Il bambino, la talpa, la volpe e il cavallo
- Assalemme ne I Lunes e la sfera di Lasifer
- Sfango in Gli Animotosi nella terra di Nondove
- Rapaki ne I Lampaclima e l'isola misteriosa
- Aureus ne Gli Skatenini e le dune dorate
- Meganò ne Gli Smile and Go e il braciere bifuoco
- Nemesis ne La Pallastrike sull'Isola di Pasqua
- Clive in Back to the Outback - Ritorno alla natura
- Re Bello in C'era una volta il Principe Azzurro
- Luther in Hopper e il tempio perduto

### Serie televisive
- Theo Rossi in Sons of Anarchy, Luke Cage
- Boris Kodjoe in The Last Man on Earth, Station 19
- James May in The Grand Tour, James May - Il nostro agente in...
- Dean Norris in Breaking Bad, Better Call Saul
- Brendan Fraser in Scrubs - Medici ai primi ferri
- Jeffrey Wright in Westworld - Dove tutto è concesso, The Last of Us
- François Chau in K.C. Agente Segreto
- Nick Frost in Into the Badlands
- Michael Filipowich in I signori della fuga
- Kenny Johnson in The Shield
- Michael Kenneth Williams in Hap and Leonard
- Kenneth Mitchell in Jericho
- Jesse L. Martin in The Flash
- Kyle Schmid in NCIS: Origins
- Cliff Curtis in Fear the Walking Dead
- Benedict Wong in Marco Polo
- Malcolm-Jamal Warner in The Resident
- Rus Blackwell in Banshee - La città del male
- Idris Elba in The Wire
- Aaron Douglas in Battlestar Galactica
- Mathew St. Patrick in Six Feet Under
- Michael Beach in The 100
- Joe Holt in The Walking Dead: World Beyond
- Cole Hauser in Yellowstone
- Jeremy Lindsay Taylor in Sea Patrol
- Mike Wade in Jupiter's Legacy
- Ralph Ineson ne Il Trono di Spade
- Neill Rea ne I misteri di Brokenwood
- John D Michaels in Squid game

### Cartoni animati
- Adventure Time: Jake
- Animalia: Livingstone
- Avengers - I più potenti eroi della Terra: Hulk / Bruce Banner (1ª voce)
- Battle Spirits - Dan il Guerriero Rosso: Leon
- Chip and Potato: Papino
- Digimon Frontier: Lobomon
- Due Fantagenitori: Norm il genio (solo episodio L'idolo delle fate)
- Dragons: Alvin
- Fairy Tail: Jura Neekis (1^voce)
- HeartCatch Pretty Cure!: Prof. Sabaku
- Il vostro amichevole Spider-Man di quartiere: Norman Osborn
- Hey, Arnold!: Ernie
- Hulk e gli agenti S.M.A.S.H.: Hulk Rosso / Thunderbolt Ross
- I pinguini di Madagascar: Hans
- Inuyasha: Tanuki
- The Hive - La casa delle api: Rubee
- Jolanda, la figlia del Corsaro Nero: Albert
- Justice League Action: Superman
- Kengan Ashura: Mokichi Robinson
- Last Exile: Ufficiale di stato
- L'attacco dei giganti: Aurille
- L'isola del tesoro: Flint
- Gundam - Origini: Ramba Ral
- New Panty & Stocking with Garterbelt: Jobs
- One-Punch Man: Pri Pri Prisoner
- Peppa Pig: Papà cane
- Pluto: Gesicht
- Pororo: Poby
- Pretty Cure: Ilkubo
- Pretty Cure Max Heart: Circulus
- Princess Tutu - Magica ballerina: Maestro gatto
- Psycho-Pass: Carcerato tatuato
- Rahan: Bakur
- Sam & Max: Sam
- Samurai Jack: Jack
- Scuola di vampiri: Pulvirio e Conte Von Horrificus
- Secret Level: Nick Hanson
- Tiger & Bunny: Hans Chuckman
- Skylanders Academy: Kaos
- Star Wars: The Clone Wars: Mace Windu
- The Cleveland Show: Holt Rickter
- The Looney Tunes Show, New Looney Tunes, Looney Tunes Cartoons (St.1-2): Foghorn Leghorn
- The Spectacular Spider-Man: Uomo Sabbia/ Flint Marco
- Trollhunters - I racconti di Arcadia: NotEnrique
- Uncle Grandpa: Shaquille O'Neal e Lawrence
- Ultimate Muscle: Ikeman
- Mobile Suit Gundam GQuuuuuuX: Ortega
- Wander: Principe Cashmere
- Il barbiere pasticciere: Bagel (ep.2x19)
- La Pallastrike sull'Isola di Pasqua: Tuono
- Blood of Zeus: Crono

### Videogiochi
- Voce guida del gioco Diventa un eroe! dal DVD Eroi Disney Vol. 1 (2005)[3]
- Fugax in Ant Bully - Una vita da formica (2007)[4]
- Alcuni scagnozzi in Bolt (2008)[5]
- Superman in LEGO Batman 3: Gotham e oltre (2014)[6]
- Mace Windu in Disney Infinity 3.0 (2015)[7]
- Mithrax in Destiny 2 (2017)[8]
- Detective Norman in Mafia: Definitive Edition (2020)[9]
- Capitano Jack Tanner in Outriders (2021)[10]
- Gerard Bieri in Horizon Forbidden West (2022)[11]
- Jake in MultiVersus (2022), LEGO Dimensions [12]
- Ramattra in Overwatch 2 (2022)[13]
- Elias in Diablo IV (2023)[14]
- Cidolfus Telamon in Final Fantasy XVI (2023)[15][16]
- Solomon Reed (Idris Elba) in Cyberpunk 2077 (2023)[17]